# Acaenitinae
Acaenitinae (лат.) — подсемейство паразитических наездников семейства Ichneumonidae подотряда стебельчатобрюхие отряда перепончатокрылые. Это небольшое подсемейство насекомых в котором около 30 родов. Размеры мелкие и средние, большинство видов около 1 см. Размеры варьируют от 5 мм до 20 мм.

## Биология
На стадии личинки — паразиты личинок насекомых из отрядов Lepidoptera, Coleoptera, живущих в древесине (ксилофаги).

## Распространение
Встречаются повсеместно, кроме Южной Америки. Мировая фауна включает 28 родов и около 300 видов, в Палеарктике — 17 родов и около 100 видов. Фауна России включает 12 родов и 26 видов наездников-ихневмонид.
В фауне Европейской части России около 30 видов. Древнейшая достоверная находка подсемейства в ископаемом состоянии происходит из отложений раннего эоцена США.

## Классификация
В мире известно 28 родов и около 300 видов.

### Список родов
- Acaenitus Latreille, 1809; палеарктика
- Arotes Gravenhorst, 1829; голарктика, неотропика
- Asperpunctatus Wang, 1989; ориентальная область
- Boloderma Morley, 1913; ориентальная
- Coleocentrus Gravenhorst, 1829; голарктика, ориентальная
- Dimorphonyx Seyrig, 1932; афротропика
- Eremocinetus Viktorov, 1964; палеарктика
- Hallocinetus Viktorov, 1962; палеарктика
- Hieroceryx Tosquinet, 1896; афротропика
- Ishigakia Uchida, 1928; ориентальная
- Jezarotes Uchida, 1928; ориентальная
- Leptacoenites Strobl, 1902; палеарктика
- Mesoclistus Förster, 1869; голарктика
- Metachorischizus Uchida, 1928; палеарктика, ориентальная
- Notaulites Seyrig, 1932; афротропика
- Paracollyria Cameron, 1906; афротропика
- Phaenolobus Förster, 1869; палеарктика
- Phalgea Cameron, 1905; ориентальная
  - Phalgea maculata
- Phorotrophus Saussure, 1892; афротропика
- Procinetus Förster, 1869; палеарктика
- Prosacron Townes, 1971; ориентальная
- Siphimedia Cameron,1902; ориентальная
- Spilopteron Townes, 1960; голарктика, ориентальная
- Yamatarotes Uchida, 1929; ориентальная, палеарктика
- Yezoceryx Uchida, 1928; Австралия, голарктика, ориентальная